# NGC 2866
NGC 2866 (другие обозначения — OCL 774, ESO 212-SC3) — рассеянное скопление в созвездии Парусов. Открыто Джоном Гершелем в 1835 году.
Это скопление достаточно компактно, но не очень плотно заселено. Скопление относительно молодое, но уже недостаточно, чтобы служить индикатором спиральной структуры — его возраст составляет 200 миллионов лет. Оно находится на расстоянии 2,6 килопарсек от Земли. Величина межзвёздного покраснения в цвете B−V составляет 0,68m.
Гершель при открытии скопления заметил только наиболее яркую и населённую звёздами область в нём, а не всё скопление, что следует из данного им описания объекта.